# شبگرد بال‌پرچمی
شبگرد بال‌پرچمی (نام علمی: Macrodipteryx longipennis) نام یک گونه از تیره شبگردان است.